# Filmmuseum Berlin

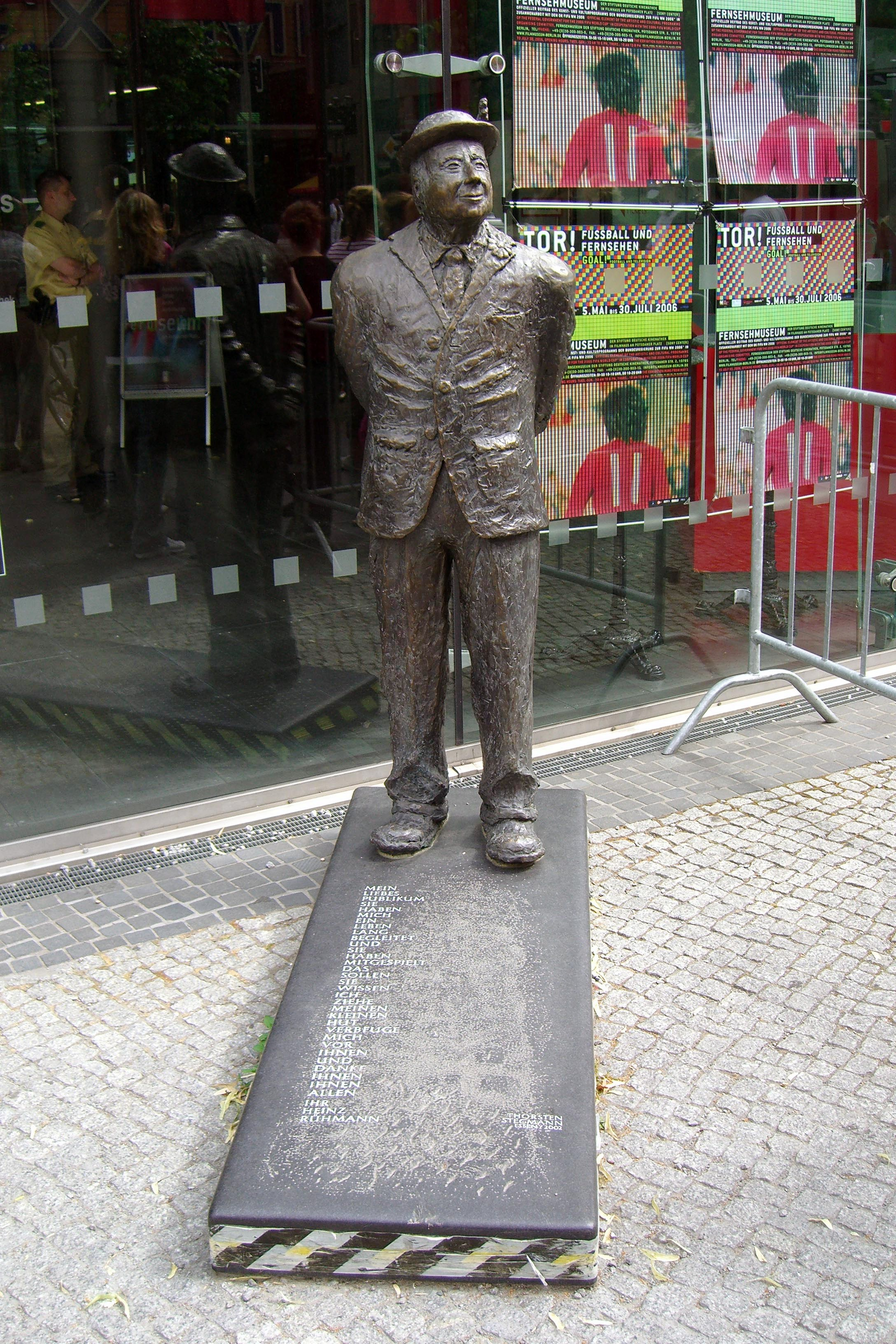
Staty föreställande Heinz Rühmann vid entrén till Filmmuseum Berlin

Filmmuseum Berlin är ett filmmuseum öppnat år 2000 som en avdelning inom Deutsche Kinemathek. Det är ett av sex filmmuseer i Tyskland och är beläget vid Potsdamer Platz i centrala Berlin. 
Museet visar den tyska filmens historia från starten i slutet av 1800-talet till de senaste produktionerna. En stor utställning kring Marlene Dietrich finns här. 1 juni 2006 blev museet kompletterat med ett TV-museum och Deutsche Kinemathek bytte samtidigt namn till Deutsche Kinemathek – Museum für Film und Fernsehen.